# Relacions entre Angola i Sud-àfrica
Les relacions entre Angola i Sud-àfrica es refereix a les relacions bilaterals històriques i actuals entre la República d'Angola i Sud-àfrica. Les relacions en l'era post-apartheid són bastant fortes perquè els partits de govern en ambdés estats, el Congrés Nacional Africà a Sud-àfrica i el MPLA a Angola, van lluitar junts durant la Guerra Civil angolesa i la Guerra de la frontera de Sud-àfrica. Van lluitar contra els rebels UNITA, amb base a Angola, i contra el govern racista sud-africà que li donava suport. Nelson Mandela va fer de mitjancer entre el MPLA i la UNITA durant els últims anys de la guerra civil d'Angola. Encara que Sud-àfrica era preponderant en termes de capacitats relatives a la fi del segle xx, el creixement recent d'Angola ha donat lloc a una relació més equilibrada.

## Dècada del 1970
El govern sud-africà va informar als líders rebels Jonas Savimbi i Holden Roberto a començament de novembre de 1975 que la Força de Defensa de Sud-àfrica (SADF) aviat començaria operacions a Angola malgrat el fracàs de la coalició en apoderar-se Luanda i assegurar el reconeixement internacional de la independència. Savimbi, desesperat per evitar la retirada militar d'Angola va demanar al general Constand Viljoen que li arrangés una trobada amb el Primer Ministre de Sud-àfrica John Vorster, aliat de Savimbi des d'octubre de 1974. A la nit del 10 de novembre, la nit abans de la independència, Savimbi volà en secret a Pretoria. En un notable canvi de política, Vorster no sols va accedir a mantenir les tropes des de novembre sinó que va prometre no retirar les tropes sud-africanes fins després de la reunió de l'OUA el 9 de desembre. Els soviètics, molt conscients de l'activitat de Sud-àfrica al sud d'Angola, va enviar soldats cubans a Luanda la setmana abans de la independència. Mentre els oficials cubans dirigien la missió i proporcionaven el gruix dels efectius, 60 agents soviètics al Congo es van unir als cubans el 12 de novembre. La direcció soviètica va prohibir expressament als cubans d'intervenir en la guerra civil angolesa, centrant la missió en contenir Sud-àfrica.
El 1975 i 1976 la majoria de les forces estrangeres, amb l'excepció de Cuba, es van retirar. Els últims elements de l'Exèrcit portuguès es van retirar el 1975 i les tropes sud-africanes es van retirar el febrer de 1976. D'altra banda, les forces militars cubanes a Angola s'incrementaren de 5.500 en desembre de 1975 a 11.000 en febrer de 1976. Les forces del FNLA foren esclafades durant l'Operació Carlota, una campanya conjunta cubano-angolesa a Huambo el 30 de gener de 1976. A mitjans de novembre el govern de Huambo tenia el control del sud d'Angola i començava a expandir-se cap al Nord.
El 5 de juliol de 1979 el president d'Angola Agostinho Neto va emetre un decret que exigia a tots els ciutadans a servir en l'exèrcit durant tres anys en complir l'edat de divuit anys. El 3 d'agost de 1979 el govern va donar un informe a l'ONU estimant en 293 milions de dòlars els danys materials a causa de atacs de Sud-àfrica entre 1976 i 1979 i demanant una compensació. El Moviment Popular d'Alliberament de Cabinda, grup rebel separatista, va atacar una base cubana prop de Tshiowa l'11 d'agost.

## Dècada del 1980

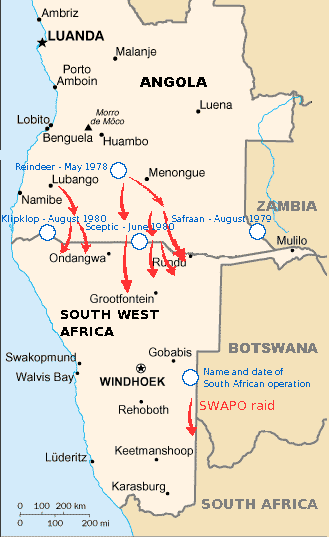
Operacions del SWAPO i de Sud-àfrica (1978-1980)

En la dècada de 1980, els enfrontaments es van estendre des del sud-est d'Angola, on la majoria dels combats s'havien produït a la dècada de 1970, quan l'Exèrcit Nacional Congolès (ANC) i el SWAPO augmentat la seva activitat. El govern de Sud-àfrica va respondre enviant tropes a Angola, intervenint en la guerra de 1981 a 1987, forçant la Unió Soviètica a lliurar quantitats massives d'ajuda militar de 1981 a 1986. El 1981, el recentment escollit President dels Estats Units Ronald Reagan nomenà secretari d'estat assistent per a assumptes africans Chester Crocker, qui va desenvolupar una política de vinculació, lligant la independència de Namíbia a la retirada cubana i la pau a Angola.
L'exèrcit de Sud-àfrica va atacar els insurgents a la província de Cunene el 12 de maig de 1980. El Ministeri de Defensa d'Angola va acusar el govern de Sud-àfrica de ferir i matar civils. Nou dies més tard, les FDSA atacren de nou, aquesta vegada a Cuando Cubango, i el MPLA amenaçà amb respondre militarment. La FDSA llança d'una invasió a gran escala d'Angola a través de Cunene i Cuando-Cubango el 7 de juny, destruint la seu del comandament operatiu de la SWAPO el 13 de juny, en el que el primer ministre Botha va descriure com un "atac de xoc". El govern d'Angola va arrestar 120 angolesos que planejaven detonar explosius a Luanda el 24 de juny frustrant un complot suposadament orquestrat pel govern de Sud-àfrica. Tres dies més tard, el Consell de Seguretat de les Nacions Unides va convocar a instàncies de l'ambaixador d'Angola davant l'ONU, E. de Figuerido, i condemnà les incursions de Sud-àfrica a Angola. El president Mobutu de Zaire també es va alinear amb el MPLA. El govern d'Angola va recollit 529 casos en què les tropes sud-africanes va violar la sobirania territorial entre gener i juny de 1980.

### Internacional Democràtica
El 2 de juny de 1985 activistes conservadors estatunidencs celebraren la Internacional Democràtica, una gran reunió simbòlica d'activistes anticomunistes a la seu UNITA a Jamba (Cuando Cubango). Inicialment fou fundada per Rite Aid i Lewis Lehrman i organitzada pels activistes anticomunistes Jack Abramoff i Jack Wheeler, entre els participants hi havia Savimbi, Adolfo Calero, líder dels Contras de Nicaragua, Pa Kao Her, líder rebel hmong laosià, el tinent coronel esetatunidenc Oliver North, militars sud-africans i el líder mujahidí afganès Abdurrahim Wardak, Jack Wheeler, defensor d'una política estatunidenca conservadora, i molts altres. Mentre que l'administració Reagan no era disposat a donar suport públic a la trobada, sí ho veia en privat. Els governs d'Israel i Sud-àfrica donaven suport la idea, però ambdós països no consideraven aconsellable hostatjar la conferència.
La Cambra de Representants dels Estats Units van votar 236 contra 185 derogar l'Esmena Clark l'11 de juliol de 1985. El govern d'Angola va començar a atacar UNITA un mes més tard des de Luena fins Cazombo al llarg del Caminho de Ferro de Benguela, i ocuparen Cazombo el 18 de setembre. El govern intentà inútilment prendre el dipòsit de subministraments d'UNITA a Mavinga de Menongue. Mentre que l'atac va fracassar, van sorgir molt diferents interpretacions de l'atac. UNITA afirmava que oficials soviètics de parla portuguesa lideraven les tropes del govern, mentre que el govern va dir que UNITA utilitzava paracaigudistes de Sud-àfrica per derrotar el govern. El govern de Sud-àfrica va admetre lluitar a la zona, però va afirmar que les seves tropes lluitaven contra els guerrillers del SWAPO.
Les forces d'UNITA atacaren Camabatela a Kwanza-Nord el 8 de febrer de 1986. ANGOP afirmà que UNITA massacrà civils a Damba, Uíge el 26 de febrer. El govern de sud-àfrica acceptà els termes de Crocker a principis del 8 de març. Savimbi proposà una treva pel que fa al Caminho de Ferro de Benguela el 26 de març, afirmant que els trens del MPLA podrien passar si eren monitoritzats per un grup d'inspecció internacional per tal de prevenir el seu ús per activitats contrainsurgents. El govern no va respondre. Els governs d'Angola i EUA començaren a negociar el juny de 1987.

### Cuito Cuanavale i Nova York

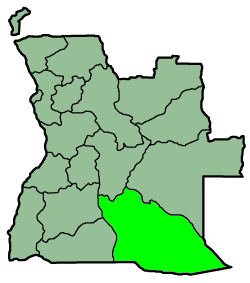
Cuando Cubango

UNITA i les tropes sud-africanes atacaren la base del MPLA a Cuito Cuanavale a la província de Cuando Cubango del 13 de gener al 23 de març de 1988, la segona batalla més llarga de la història d'Àfrica, després de la batalla d'El Alamein, la més llarga a l'Àfrica subsahariana des de la Segona Guerra Mundial. la importància de Cuito Cuanavale no radicava la grandària i riquesa sinó en la seva localització. Capturar la ciutat obriria als cubans i al MPLA el camí a la caserna general d'UNITA a Jamba. UNITA i Sud-àfrica es retiraren després de 15 hores de batalla el 23 de març.
El govern cubà va començar les negociacions el 28 de gener de 1988, i les tres parts van mantenir una ronda de negociacions el 9 de març. El govern sud-africà, afeblit per la seva derrota decisiva a Cuito Cuanavale, es va unir a les negociacions el 3 de maig i les parts es van trobar en juny i agost a Nova York i Ginebra. Totes les parts acceptaren un alto el foc el 8 d'agost. Representants dels governs d'Angola, Cuba, i Sud-àfrica signaren a Nova York el 22 de desembre de 1988 l'Acord Tripartit que garantia la independència de Namíbia i acabava la participació de tropes estrangeres en la guerra civil. El Consell de Seguretat de les Nacions Unides va aprovar un dia més tard la Resolució 626, creant la Missió de Verificació de les Nacions Unides a Angola (UNAVEM), una força de pau de l'ONU. Els efectius de la UNAVEM van començar a arribar a Angola el gener de 1989.
El 23 d'agost de 1989 el president angolès José Eduardo dos Santos es va queixar que els governs dels Estats Units i de Sud-àfrica seguien finançant UNITA, advertint que aquesta activitat posava en perill l'alto el foc ja inestable. L'endemà Savimbi va anunciar que UNITA no compliria amb l'alto el foc, citant la insistència de Kaunda en què Savimbi sortís del país i es dissolgués UNITA. El govern va respondre a la declaració de Savimbi movent tropes de Cuito Cuanavale, sota el control del govern, a Mavinga ocupada per UNITA. L'alto el foc es va trencar i dos Santos i el govern dels EUA es culparen els uns als altres per la represa del conflicte armat.

## Dècada del 1990
Els canvis polítics a l'estranger i les victòries militars al país van permetre al govern la transició d'un estat nominalment comunista a un nominalment democràtic. La declaració d'independència de Namíbia, reconeguda internacionalment l'1 d'abril, elimina el combat al front sud-occidental i les forces sud-africanes van retirar-se cap a l'est.
Després, en una sèrie d'impressionants victòries, UNITA va recuperar el control sobre Caxito, Huambo, Mbanza Kongo, N'dalatando, i Uíge, capital provincial que no controlava des de 1976, i es va moure contra Kuito, Luena, i Malange. Tot i que el governs estatunidenc i sud-africà havien deixat d'ajudar UNITA, encara rebia subministraments de Mobutu al Zaire. UNITA va tractar d'arrabassar el control de Cabinda al MPLA el gener de 1993. Edward DeJarnette, cap de l'Oficina d'Enllaç dels Estats Units a Angola del govern de Bill Clinton, va advertir Savimbi que si UNITA impedia o aturava la producció de Cabinda els EUA deixarien de donar suport UNITA. El 9 de gener UNITA va començar una batalla de 55 dies sobre Huambo, la Guerra de les ciutats. Centenars de milers de persones van fugir i 10.000 van morir abans que el 7 de març UNITA en va obtenir el control. El govern es va involucrar en una neteja ètnica de bakongo, i, en menor mesura ovimbundu, a diverses ciutats, la més notable Luanda, el 22 de gener a la matança de divendres sagnant. UNITA i representants del govern es van reunir cinc dies després a Etiòpia, però les negociacions no va poder restaurar la pau. El Consell de Seguretat de les Nacions Unides va sancionar UNITA amb la Resolució 864 el 15 de setembre de 1993 prohibint la venda d'armes i combustible a UNITA. Potser el canvi més clar en la política exterior dels Estats Units es va produir quan el president Clinton va publicar l'Ordre Executiva 12865 el 23 de setembre, etiquetant UNITA com a "contínua amenaça per a l'objectiu de la política exterior dels EUA". Per l'agost de 1993 UNITA havia obtingut el control del 70% d'Angola, però les noves victòries del govern en 1994 forçaren UNITA a signar una treva. Pel novembre de 1994 el govern havia recuperat el control del 60% del país. Savimbi va qualificar la situació com "la crisi més profunda d'UNITA" des de la seva creació.
El president de Zimbabwe Robert Mugabe i el President de Sud-àfrica Nelson Mandela es trobaren a Lusaka el 15 de novembre de 1994 per donar un impuls simbòlic al protocol de Lusaka. Tant Mugabe com Mandela vna dir que estarien disposats a reunir-se amb Savimbi i Mandela li va demanar venir a Sud-àfrica, però Savimbi no va anar-hi.
Savimbi es va trobar amb Nelson Mandela el maig. Poc després, el 18 de juny, el MPLA va oferir Savimbi el càrrec de vicepresident sota dos Santos amb un altre vicepresident escollit pel MPLA. Savimbi va dir Mandela que se sentia preparat per a "servir a qualsevol càrrec que ajudi la meva nació", però no va acceptar la proposta fins al 12 d'agost.
Pel 1998 l'ONU havia identificat el paper dels diamants de sang en el finançament de la campanya d'UNITA, i va aprovar un nombre de resolucions imposant sancions amb l'objecte de prohibir aquest comerç il·lícit: 1173, 1176, 1237 i 1295.

## Dècada del 2000
En 2009 el president sud-africà Jacob Zuma dirigí una delegació d'11 ministres del govern a Angola. Va ser la primera visita oficial del nou president i va ser vist pels experts com a força important per a l'enfortiment de les relacions entre els dos països.